# 클레르 드니
클레르 드니(Claire Denis, 1946년 4월 21일 ~ )는 프랑스의 영화 감독, 작가, 영화 각본가, 교수이다. 2002년부터 스위스 자페스 소재 유럽 대학원(EGS)의 교수로 재직하고 있다. 클레르의 1999년 영화 《아름다운 직업》은 평론가들로부터 명작으로 평가 받은 작품이다. 이외 작품으로는 《개입자》, 《35 럼 샷》, 《백인의 것》이 좋은 평가를 받았다.
2022년 영화 《칼날의 양면》을 통해 베를린 영화제 은곰상 감독상을 수상했다.

## 작품 목록
- 초콜렛 (1988)
- 죽음은 두렵지 않다 (1990, S'en fout la mort)
- Jacques Rivette, le veilleur (1990)
- 잠들 수 없어 (1994)
- 네네뜨와 보니 (1996)
- 아름다운 직업 (1999)
- 트러블 에브리 데이 (2001)
- 금요일 밤 (2002)
- 개입자 (2004)
- 35 럼 샷 (2008)
- 백인의 것 (2009)
- 돌이킬 수 없는 (2013)
- 렛 더 선샤인 인 (2017)
- 하이 라이프 (2018)
- 칼날의 양면 (2022)
- 정오의 별 (2022)